# NGC 1397
NGC 1397 é uma galáxia {{{typ}}} localizada na direcção da constelação de Eridanus. Possui uma declinação de -04° 40' 11" e uma ascensão recta de 3 horas, 39 minutos e 47,1 segundos.
A galáxia NGC 1397 foi descoberta em 30 de Setembro de 1786 por William Herschel.